# Peel (Isle of Man)
Peel (Manx: Purt ny h-Inshey) ist eine Kleinstadt an der westlichen Küste von der Isle of Man. Die Gemeinde ist die drittgrößte Stadt der Insel jedoch nur die viertgrößte Gemeinde, da Onchan mehr Einwohner hat, jedoch nur als Dorf klassifiziert wird.

## Geografie
Peel liegt an der Westküste der Isle of Man, an der Ostseite der Mündung des Flusses Neb in die Irische See. Im Nordwesten liegt die St. Patrick’s Isle, die durch einen Damm mit dem Festland verbunden ist, und im Westen auf der anderen Seite des Flusses der Peel Hill. Die Straße A1 verbindet Peel mit Douglas. Die Straßen A4 und A3 verbinden die Stadt mit Ramsey. An einem klaren Tag kann man Irland im Westen und Schottland im Norden sehen.

## Geschichte
Peel war die Hauptstadt der Insel, bevor der König von Man seinen Wohnsitz und Militärstützpunkt von Peel Castle nach Castle Rushen verlegte. Peel ist der Hauptfischereihafen der Insel und die Peel Cathedral ist der Sitz des Bischofs von Sodor und Man.

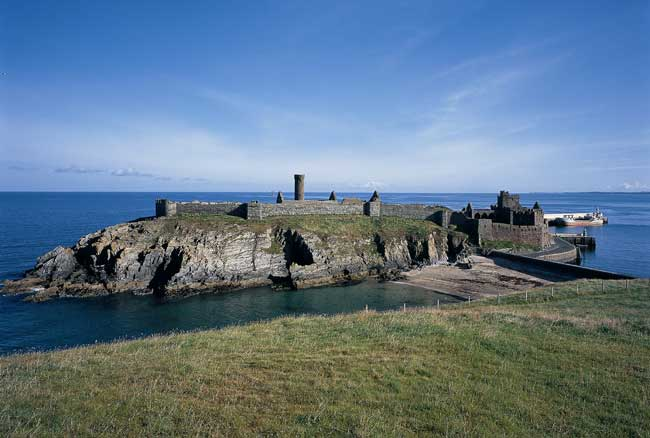
Burg Peel

Sowohl auf St. Patrick’s Isle als auch auf dem nahegelegenen Peel Hill gibt es Hinweise auf lokale Siedler in der Mittelsteinzeit. Um 550 wurde auf St. Patrick’s Isle ein keltisches Kloster gegründet. Ausgrabungen in den 1980er Jahren fanden ein großes frühchristliches Gräberfeld, viele der Bestattungen stammen aus der Zeit um 550. Einige spätere Gräber hatten nordische Grabbeigaben: z. B. die „Pagan Lady“. Die Ruinen der ursprünglichen Peel-Kathedrale (um 1250) kann man innerhalb der Mauern von Peel Castle auf St. Patrick’s Isle sehen. Diese ersetzte eine frühere Kirche.
Die Stadt Peel entwickelte sich am Ostufer des Flusses und die Siedlung war bis ins 17. Jahrhundert als Holmtown bekannt. Als 1883 die Gemeinderäte gegründet wurden, bezog sich der Name Peel eher auf die Stadt als auf die Burg. Der Hafen und die Wellenbrecher wurden nach und nach verbessert, wobei ein Großteil des lokalen Einkommens aus dem Export von gesalzenem Hering stammte. In den 1880er Jahren war die Fischerei mit etwa 3000 Beschäftigten der Hauptarbeitgeber, während Nebenbetriebe wie der Schiffbau Hunderten von Menschen Beschäftigung boten. Mit dem, was heute als Überfischung angesehen wird, schrumpfte die Zahl der Boote, die nach Irland fuhren, von 300 im Jahr 1880 auf eine Handvoll im Jahr 1915.
Nachdem die Eisenbahn 1873 in Peel ankam, begann sich Peel als Touristenort zu entwickeln. Entlang der Küstenlinie und der Landzunge wurden Gästehäuser und Hotels gebaut, und dann kam die Promenade hinzu. Der Tourismus wurde zu einem wichtigen Wirtschaftszweig in der Stadt.
Während des Ersten Weltkriegs wurde die Knockaloe Farm bei Patrick im Süden der Stadt zum Internierungslager Knockaloe gemacht und beherbergte bis zu 30.000 deutsche, österreichische und türkische Zivilisten. Im Jahr 1940 wurden die Gästehäuser an einem Ende der Promenade beschlagnahmt und zum Internierungslager Peveril umfunktioniert, in dem Personen untergebracht wurden, die gemäß der Defence Regulation 18B verdächtigt wurden, mit dem Nazi-Regime zu sympathisieren. Unter diesen waren auch jüdische Flüchtlinge.
In den späten 1960er Jahren wurde die Eisenbahnlinie von Peel nach Douglas geschlossen und der Tourismus ging zurück. Im Jahr 2005 wurde in der Stadt eine neue Schleuse installiert, um das Wasser des Flusses Neb zurückzuhalten und damit die vertäuten Boote bei Niedrigwasser schwimmen zu lassen.

## Bevölkerung
Bei der Volkszählung 2016 auf der Isle of Man wurde die Einwohnerzahl mit 5374 angegeben, 2011 waren sie noch bei 5093.

### Sprache
Die meisten Einwohner sprechen Englisch. Nach dem beinahe Aussterben der Sprache Manx begann die Insel in allen Schulen Kurse anzubieten. 2011 gaben 168 Einwohner von Peel an, dass sie Manx sprechen.

### Religion
Die Peel Cathedral (die Kathedralkirche von St. German) wurde 1884 erbaut und 1980 zur Kathedrale ernannt. Sie ist die Kathedralkirche für die anglikanische Diözese von Sodor und Man und befindet sich im Zentrum der Stadt. Direkt vor der Kathedrale befinden sich steinerne Reproduktionen von einigen der vielen mittelalterlichen keltischen und nordischen Kreuze der Manx. Eines davon ist Thorwalds Kreuz, das sowohl die Symbolik des Christentums als auch der nordischen Mythen zeigt. Ein anderes hat Runen an der Seite.
Die Peel Elim Community Church hält ihre Treffen im Philip Christian Centre ab.
Die Grace Baptist Church, die 1974 als Außenstelle der Grace Baptist Church in Onchan gegründet wurde, befindet sich im ehemaligen Gebäude der Peel Mathematical School. Es wurde 1984 gekauft und 1997 renoviert und ist als „denkmalgeschütztes Gebäude“ gelistet.
Die Peel Methodist Church befindet sich in der Athol Street. Es gab eine Reihe von methodistischen Kirchen in Peel. Die erste war die Shore Road Wesley Methodist Chapel, die 1777 erbaut wurde. Sie wurde zwischen den 1850er und 1870er Jahren als Fischernetzfabrik genutzt und ist heute das Jugendzentrum von Peel. Eine primitive Methodistenkapelle wurde 1835 in der Kirk Michael Street gebaut. Sie wurde zu einer öffentlichen Halle, als die Christian Street Chapel eröffnet wurde, und wird jetzt, nach vielen Umbauten, als Ausstellungsraum genutzt. Die Peel Centenary Wesley Methodist Chapel wurde 1839 in der Athol Street erbaut. Die Peel Primitive Methodist Chapel wurde 1878 erbaut und ist in Wohnungen umgewandelt worden. Die Orgel befindet sich jetzt in der Pfarrkirche von Jurby. Eine Isle of Man Christian Fellowship hat ihren Sitz im Philip Christian Centre in der Christian Street. Eine römisch-katholische Kirche St. Patrick’s befindet sich in der Patrick Street. Es gibt noch eine weitere evangelikale Gemeinde in Peel namens Living Hope.

## Politik und Verwaltung
Die Stadt wird von der Peel Town Commission verwaltet. Sie hat ihren Sitz im Rathaus in der Derby Road. Sie besteht aus sieben Commissioners und dem Town Clerk der die Sitzungen leitet. Der Wahlkreis Peel wurde für die Parlamentswahlen am 22. September 2016 mit Glenfaba zusammengelegt, um den Wahlkreis Glenfaba & Peel zu bilden.

## Infrastruktur

### Bahnhof
Der Bahnhof von Peel wurde am 1. Juli 1873 neben dem Hafen als westliche Endstation der Strecke der Isle of Man Railway von Douglas nach Peel eröffnet. Er wurde am 7. September 1968 für den Personenverkehr geschlossen. Das Bahnhofsgelände ist heute ein Parkplatz und eine Bootswerft, und das Bahnhofsgebäude wird als Teil des House of Manannan Museums genutzt. Die ehemalige Bahnstrecke ist heute ein Fuß- und Radweg. Der Weg liegt nahe der Hauptstraße und führt nach St. John’s, von wo aus es weiter nach Douglas, der Hauptstadt der Insel, geht.

### Hafen

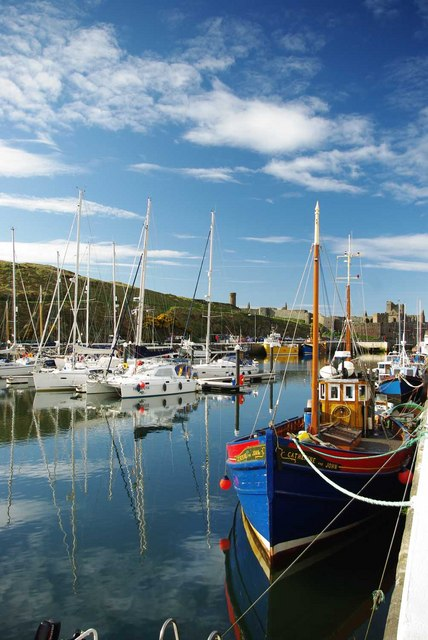
Hafen von Peel

Peel Harbour ist der aktivste Fischereihafen auf der Isle of Man und wird auch für den Import von Heizöl genutzt. Es gibt eine Fisch- und Schalentierverarbeitungsindustrie sowie die traditionelle Kunst des Bücklingpökelns. Die Burg überblickt die Einfahrt zum inneren Hafen, der von den Gezeiten beeinflusst wird. Im Juli 2005 wurde ein Wasserrückhaltesystem mit einem Steg vom Ostkai zum Westkai mit einer automatisch betriebenen Torklappe und einer Fußgängerdrehbrücke darüber gebaut. Der Wellenbrecher hat Tiefwasser-Liegeplätze mit einem Leuchtturm am Ende. Es gibt einen Yachthafen, in dem Touristen- und Freizeitboote festgemacht sind. Fischerboote legen in der Regel am Wellenbrecher an. Im Innenhafen wurde für 3,1 Millionen Pfund eine Marina gebaut. 124 neue Liegeplätze wurden installiert, indem ein Teil des oberen Endes des Hafens für einen Bootspark zurückgewonnen wurde, mit dem Bau eines neuen Hafenbüros.

## Wissenschaft und Bildung
Die Peel Clothworkers' School ist eine Grundschule in der Derby Road, die im 17. Jahrhundert gegründet wurde, nachdem Philip Christian, ein im Ausland lebender Geschäftsmann aus Peel, in seinem Testament eine Geldsumme vermachte, um für die Bildung der Kinder in Peel zu sorgen. Nachdem sie im Zuge des Wachstums und der Entwicklung der Stadt mehrmals den Standort gewechselt hatte, zog sie schließlich nach dem Zweiten Weltkrieg in die Derby Road und wurde dort 1953 offiziell eröffnet. Sie ist die drittgrößte Grundschule auf der Isle of Man. Am 23. April 2008 wurden die neuen, 3,3 Millionen Pfund teuren Einrichtungen der Schule offiziell eröffnet. Ein neuer Ess-/Versammlungssaal, eine Küche, ein Empfangs-/Bürokomplex, ein Besprechungsraum, eine Bibliothek, eine Abteilung für besondere Bedürfnisse und eine IKT-Suite waren im Juni 2007 eröffnet worden, während 2008 eine renovierte Sporthalle, Einrichtungen für das Personal, zwei weitere Klassenräume und ein ständiger Kindergarten hinzukamen.
Die örtliche Sekundarschule ist die Queen Elizabeth II High School, die sich in der Douglas Road am östlichen Rand der Stadt befindet. Sie wurde am 5. Juli 1979 von Königin Elisabeth II. während ihres Besuchs auf der Insel zur Feier des tausendjährigen Bestehens von Tynwald eröffnet und ist seitdem auf etwa 850 Schüler mit etwa 50 Mitarbeitern angewachsen. Die Schule ist eine von fünf Hauptschulen auf der Insel, die anderen sind Ramsey Grammar School, St Ninians High School, Castle Rushen High School und Ballakermeen High School.
Die Christian's Endowed National School wurde 1860 erbaut. In der Mitte des 20. Jahrhunderts war sie für einige Zeit geschlossen, bevor sie renoviert und zum Philip Christian Centre wurde.
Peel Castle/St. Patrick’s Isle ist ein Lichtschutzgebiet, was bedeutet, dass es nur eine geringe Lichtverschmutzung gibt, so dass schwächere Himmelserscheinungen wie die Milchstraße in einer klaren Nacht gesehen werden können. Peel Head wird als Aussichtspunkt für die Beobachtung des Nordlichts genutzt, wenn die Bedingungen günstig sind, da er einen klaren und erhöhten Blick auf den nördlichen Horizont bietet.

## Kultur und Sport

### Museen

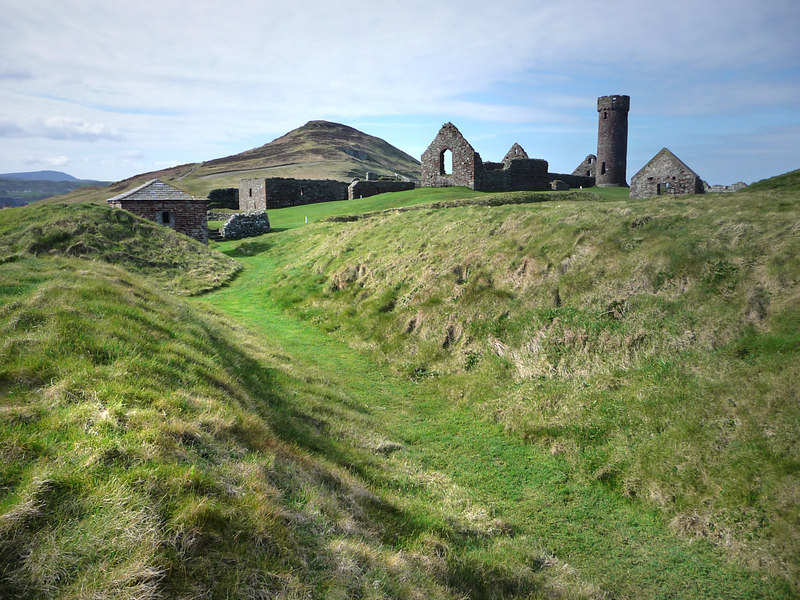
Peel Castle

#### Peel Castel
Peel Castle befindet sich auf St. Patrick’s Isle, einer kleinen Insel, die durch einen Damm mit Peel Hill verbunden ist. Es wird angenommen, dass die Burg von Magnus Barelegs (König Magnus III. von Norwegen, auch bekannt als Magnus Barefoot) gegründet wurde.

#### House of Manannan Museum
Das House of Manannan Museum wurde 1997 für 5,5 Millionen Pfund gebaut, teilweise neu und teilweise im alten Peel-Bahnhof. Das Museum deckt die Vergangenheit und Gegenwart der Insel ab und beherbergt Odin's Raven, eine Nachbildung eines Wikinger-Langschiffs im Zwei-Drittel-Maßstab, das in Norwegen gebaut wurde und von dort aus segelte.

#### Manx Transportation Museum
Das Manx Transportation Museum, das 2002 eröffnet wurde, ist im ehemaligen Gebäude der Ziegelei in der Nähe des Hafens untergebracht.

#### Leece Museum
Das Leece Museum wurde 1984 gegründet und zog im Jahr 2000 in das Gebäude des Old Courthouse in East Quay um. Das Museum ist Objekten, Fotos und Dokumenten gewidmet, die sich speziell auf die Stadt beziehen. Es hat eine große Ausstellung von TT- und Manx Grand Prix-Rennrädern, On- und Off-Road- und Oldtimer-Rädern zusammen mit Erinnerungsstücken an die TT-Rennen.

### Sport
Der Peel A.F.C., der in der Isle of Man Football League spielt, ist in Peel ansässig. Sie tragen ihre Heimspiele auf dem Peel FC Football Ground, Douglas Road, aus. Der 1888 gegründete Verein ist mit 29 Meistertiteln und 32 Siegen im Manx FA Cup der erfolgreichste Verein der Insel. Sie waren die ersten Gewinner der Isle of Man Football League im Jahr 1897. Der Peel Cricket Club ist ebenfalls in der Stadt beheimatet, er ist Mitglied der Isle of Man Cricket Association.
Der Valkyrs Hockey Club spielt seine Heimspiele auf dem Astro-Rasenplatz der Queen Elizabeth II High School. Der Peel Golf Club verfügt über einen 18-Loch-Golfplatz mit einer Gesamtlänge von über 5870 Yards abseits der Wettkampftees, der an der Rheast Lane liegt und 1895 gegründet wurde. Der Western Athletics Club befindet sich in der Queen Elizabeth II School. Der Western Swimming Pool befindet sich in der Derby Road.
Das Headlands Field hat eine BMX-Bahn, einen Fußballplatz, einen Park und einen Küstenweg. Es gibt auch ein Teleskop auf den Headlands, das die Promenade von Peel überblickt. Der Küstenpfad beginnt auf den Headlands und führt den ganzen Weg zum Strand von Kirk Michael. Ebenfalls auf den Headlands befindet sich ein Park, in dem Schaukeln, Klettergerüste und Fitnessgeräte installiert sind.
Der 1986 eröffnete Langstrecken-Küstenwanderweg Raad ny Foillan führt entlang der Küste durch Peel.

### Peel Centenary Centre
Das Peel Centenary Centre (Manx: Ynnyd Keead-Blein) ist ein Kunst- und Gemeindezentrum mit Sitz in der Centenary Hall. Es bietet ein Programm mit Filmen, Live-Konzerten (lokale, britische und internationale Künstler) und anderen Gemeindeveranstaltungen.

### Festivals und Events
Zu den regelmäßigen Veranstaltungen von Frühling bis Herbst, die in Peel stattfinden, gehören: das Isle of Man Art Festival (WOSAT) im Mai; der Peel Day während der TT-Fortnight (Mai/Juni); die Peel Secret Gardens (normalerweise im Juli); das Yn Chruinnaght Inter-Celtic Festival (Juli); die Peel Viking Longboat Races (Juli) und der Peel Carnival.